# BFI Southbank

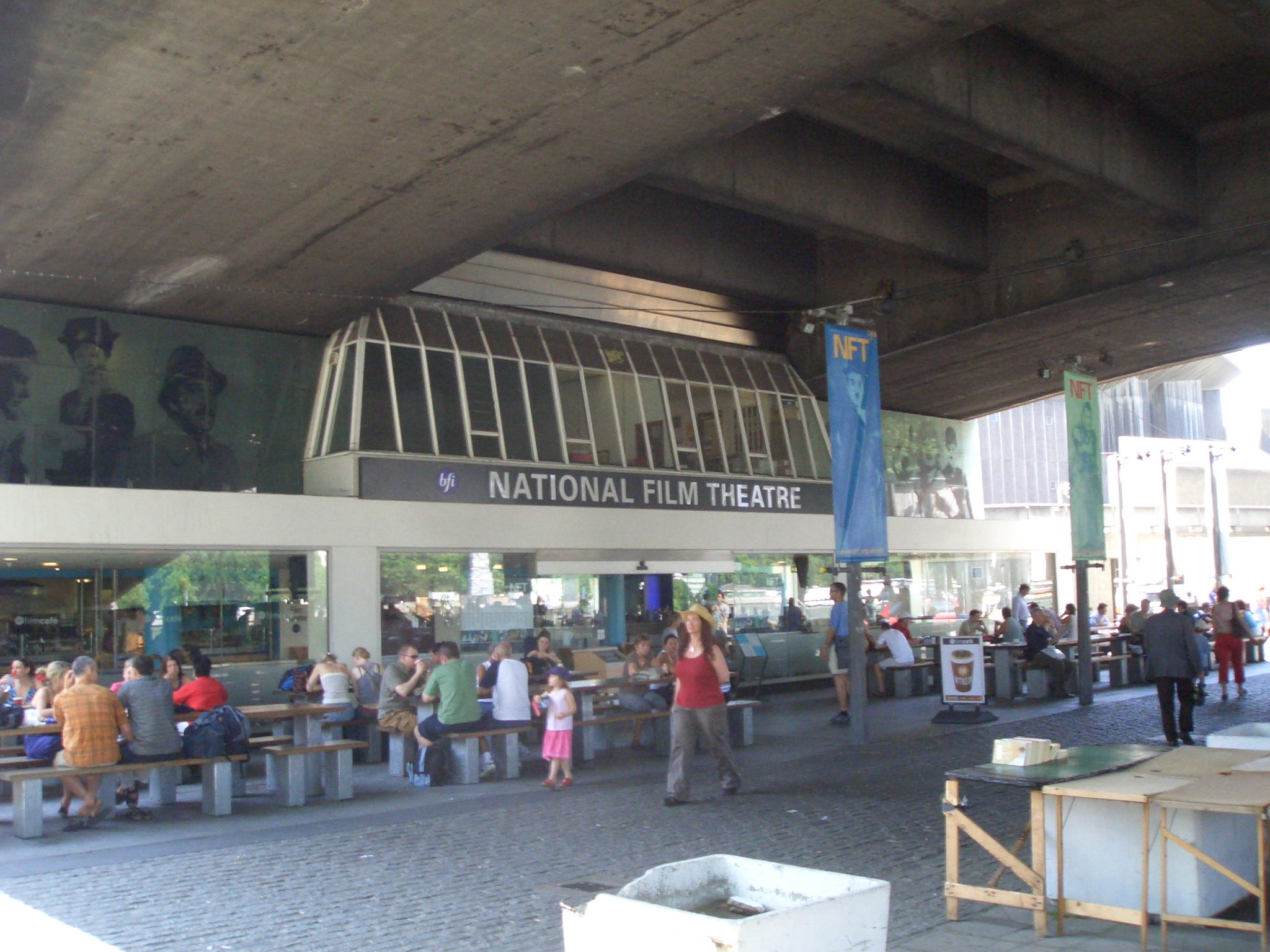
Ehemaliger Eingangsbereich des BFI Southbank, 2005 noch unter dem Namen National Film Theatre

Das BFI Southbank ist ein vom British Film Institute (BFI) betriebenes Kino, das an der Londoner South Bank beheimatet ist. Die 1952 als National Film Theatre (NFT) gegründete Einrichtung gilt als eines der bedeutendsten Programmkinos im Vereinigten Königreich. Es zeigt hauptsächlich Retrospektiven des britischen und internationalen Films, ist aber auch Spielstätte des London Film Festival und zahlreicher weiterer Filmfestivals.

## Geschichte des Kinos

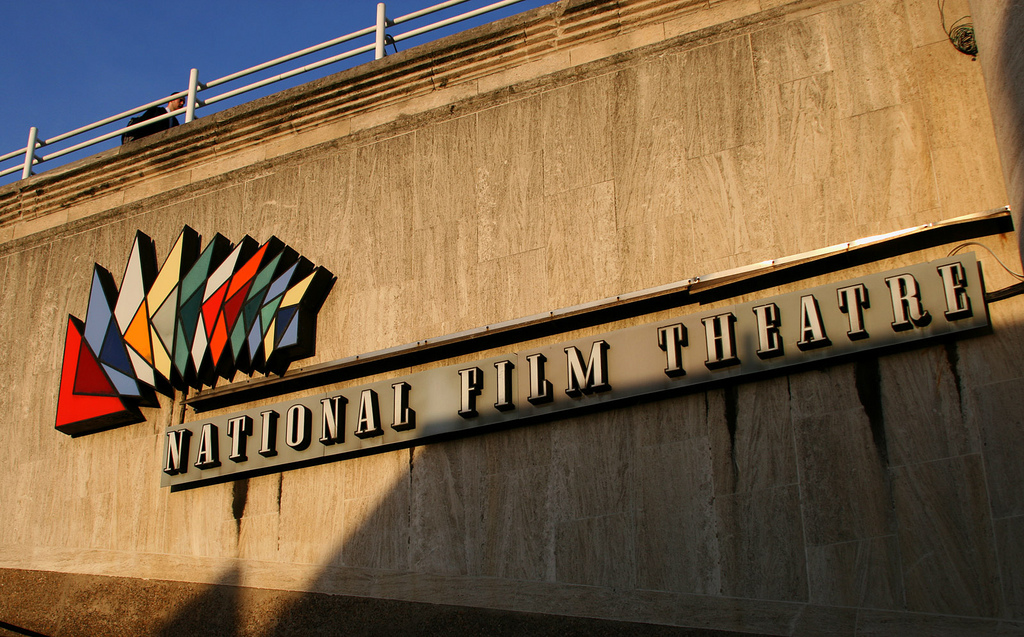
Logo des National Film Theatre

Bereits kurz nach Gründung des British Film Institute wurde im Jahr 1935 ein Filmarchiv, das heutige BFI National Archive, angelegt, das sich unter seinem ersten Kurator Ernest Lindgren zu einer Kinemathek mit eigenen Filmvorführungen entwickelte. Diese Vorführungen waren aber sporadisch und fanden an wechselnden Orten statt.
Erst 1952 erhielt das BFI ein eigenes Filmtheater, als es das Telekinema übernehmen konnte. Dieses modern ausgestattete Kino wurde 1951 für das Festival of Britain am Südufer der Themse nahe dem Bahnhof Waterloo errichtet. Es wurde von dem kanadischen Architekten Wells Coates entworfen, bot Platz für 410 Zuschauer und zeigte während des Festivals 3D-Filme und Fernsehsendungen als Hauptattraktion.
Unter dem Namen National Film Theatre entwickelte sich das BFI-Kino zu einem Publikumsmagneten. Neben Filmen aus dem eigenen Archiv wurden von Anfang an europäische und außereuropäische Filme gezeigt, Retrospektiven bildeten den Schwerpunkt des Filmprogramms. Im Oktober 1957 bezog das National Film Theatre sein neues Quartier unter dem südlichen Ende der Waterloo Bridge, nur wenige Meter vom ersten Standort entfernt. Zur Eröffnung wurde das erste London Film Festival veranstaltet, das sich seitdem zum wichtigsten britischen Filmfestival entwickelte. 
Entworfen wurde das Gebäude von der Architekten-Abteilung des London County Council, verantwortlicher Architekt war Norman Engleback. Engleback war auch in den folgenden Jahren für die Errichtung weiterer Bauwerke an der South Bank verantwortlich. In den späten 1960er Jahren wurde die Lücke zwischen der Royal Festival Hall und dem NFT mit der Queen Elizabeth Hall geschlossen, nordöstlich des National Film Theatre wurde 1976 das Royal National Theatre errichtet. Die Kulturbauten der South Bank gelten als herausragende Beispiele des Brutalismus in Großbritannien.
1970 wurde das National Film Theatre um einen zweiten Vorführraum erweitert. 1988 wurde in direkter Nachbarschaft zum NFT das Museum of the Moving Image (MOMI) eröffnet. In den Räumen des Filmmuseums erhielt das National Film Theatre einen dritten, kleineren Kinosaal. Auch nach der Schließung des MOMI im Jahr 1999 wurde der Kinosaal weiterbetrieben. Ebenfalls 1999 wurde nur wenige hundert Meter südöstlich des NFT mit dem BFI IMAX das größte IMAX-Kino des Vereinigten Königreichs eröffnet.
2002 feierte das National Film Theatre seinen 50. Geburtstag. In den folgenden Jahren wurde vom British Film Institute der Bau eines repräsentativeren Kinos vorangetrieben. In einem ersten Schritt wurde das National Film Theatre renoviert und ausgebaut, das ehemalige Museum of the Moving Image wurde dabei zum neuen Eingangsbereich umfunktioniert. Verbunden mit der Renovierung war eine Umbenennung des NFT zum BFI Southbank, das im März 2007 eröffnet wurde. Der neue Komplex enthielt neben den renovierten Kinosälen ein neues Studio, eine Mediathek mit Zugang zum digitalisierten Filmarchiv des BFI sowie Cafés und Restaurants.
Das BFI Southbank stellt gemäß den Planungen des BFI aber nur eine Zwischenlösung dar. Angestrebt wird die Errichtung eines National Film Centre, das neben fünf neuen Kinosälen auch das National Film Archive beheimaten soll. Die Kosten für dieses Projekt sind auf 166 Millionen Pfund angesetzt, eine Zusage der britischen Regierung über eine Kostenbeteiligung von 45 Millionen Pfund wurde aber 2010 angesichts der Finanzkrise zurückgenommen.
2010/2011 hatte das BFI Southbank mit seinen verschiedenen Einrichtungen mehr als 1,4 Millionen Besucher, davon besuchten rund 360.000 eine Filmvorführung. Mehr als 1000 Filme werden jedes Jahr in den drei Kinosälen des BFI Southbank aufgeführt. Der größte Saal, NFT 1, umfasst 450 Plätze, NFT 2 bietet 147 und NFT 3 134 Sitzplätze. Das 2007 neu eingerichtete Studio ist für 38 Zuschauer ausgelegt.

## Kulturelle Bedeutung
Das BFI Southbank gilt als „Flaggschiff“ der Londoner Programmkinos und wird in der Öffentlichkeit als das Aushängeschild und die bekannteste Einrichtung des British Film Institute wahrgenommen. Es hatte von Beginn an einen großen Einfluss auf die Etablierung internationaler Filme und Filmemacher im Vereinigten Königreich. Zuvor wenig beachtete Filmnationen wie Jugoslawien wurden durch Filmreihen dem britischen Publikum vorgestellt.
Vor allem der asiatische Film wurde durch das National Film Theatre gefördert. So zählten Akira Kurosawas Das Schloss im Spinnwebwald und Satyajit Rays Aparajito, der zweite Teil seiner Apu-Trilogie, zu den Filmen, die 1957 beim ersten London Film Festival aufgeführt wurden. 1960 wurde im NFT erstmals außerhalb Asiens eine umfassende Werkschau des chinesischen Films präsentiert. Auch das Anfang der 2000er Jahre wiederaufgeflammte Interesse am indischen und japanischen Film in Großbritannien ist nach Ansicht des Filmwissenschaftlers John Riley dem NFT zu verdanken.
Neben der Präsentation außereuropäischer Filme wurde das National Film Theatre zu einem wichtigen Förderer junger britischer Filmemacher. Bereits mit Gründung des NFT wurde vom British Film Institute ein Experimental Film Fund eingerichtet, mit dem zahlreiche Filmprojekte finanziert wurden. Unter dem Titel Free Cinema wurde im Februar 1956 ein Programm mit drei dokumentarischen Filmen gezeigt. Bis 1959 folgten fünf weitere Filmprogramme unter diesem Namen; die Free-Cinema-Bewegung mündete in die British New Wave und begründete die Karriere von Regisseuren wie Tony Richardson, Lindsay Anderson und Karel Reisz, der 1952 der erste Kurator des NFT war.
1970 fand das erste internationale Filmfestival für Undergroundfilme im National Film Theatre statt. Mit der Einrichtung regionaler Filmcenter nach dem Vorbild des NFT sollten in den 1970er Jahren unabhängige Regisseure weiter gefördert werden, doch viele dieser Arthouse-Kinos wurden nach kurzer Zeit wieder geschlossen. Das NFT in London blieb somit die bestimmende Einrichtung für nichtkommerzielle Filmvorführungen im Vereinigten Königreich.
1977 wurde erstmals im NFT ein Programm von Filmen mit homosexuellem Inhalten vorgestellt. 1986 wurde unter dem Titel Gay’s Own Pictures eine weitere Filmreihe gestartet, aus der sich zwei Jahre später das erste London Lesbian & Gay Film Festival (LLGFF) entwickelte. Es ist heute das drittgrößte Filmfestival im Vereinigten Königreich. Neben dem London Film Festival und dem LLGFF finden in den Kinosälen des BFI Southbank Veranstaltungen weiterer Filmfestivals statt. So beteiligt sich das BFI Southbank unter anderem am London Short Film Festival, dem London Independent Film Festival, dem Frauenfilmfestival Birds Eye View und dem UK Jewish Film Festival.
Zusätzlich zu den Filmprogrammen werden regelmäßig im BFI Southbank Interviews und Diskussionsrunden veranstaltet. Von 1968 bis 1973 fanden die John Player Lectures statt, in denen Filmschaffende über ihre Arbeit erzählten und dabei auch Fragen aus dem Publikum beantworteten. Diese Veranstaltungen wurden von der BBC aufgezeichnet und in ihrem Fernsehprogramm ausgestrahlt. 1980 wurde in Zusammenarbeit mit der Tageszeitung The Guardian die Reihe als The NFT/Guardian Interview wiederbelebt.